# 高野哲
高野 哲（たかの てつ、1972年12月12日 - ）は、日本のヴォーカリスト、ギタリスト。nil、THE JUNEJULYAUGUST、インディーズ電力、ZIGZO、THE BLACK COMET CLUB BAND、鉄人、Disco Volanteでヴォーカル＆ギターとして活動。北海道帯広市出身。

## 来歴
北海道帯広市で生まれ、すぐに札幌市に移り住んだ。その後茨城県水戸市三の丸に転居し、国立の幼稚園に入園したものの1年で東京都へ転居し、巣鴨の幼稚園に転入した。その後は東京で育ったが、生まれ故郷である北海道への思い入れが強く、プロフィールの出身地欄に「東京都帯広市」という架空の地名を書いていたこともある。
高校卒業後、アルバイトしていた新宿のカラオケ店でMana（Gt）、Közi（Gt）と出会い、人間性に惹かれて1992年にヴィジュアル系ロックバンドMALICE MIZERを結成、初代ヴォーカルとなる。名前はtetsuと表記していた。tetsu在籍時の公式音源は1994年7月にリリースされたアルバム『memoire』（12月にボーナストラック「バロック」を収録し『memoire DX』として再リリース）のみであるが、2代目ヴォーカルGacktの歌でリリースされた「ma chérie～愛しい君へ～」と「死の舞踏」はtetsu在籍時からライブで演奏されており、元となる詞はtetsuによるものである（リリース時には一部が変更され、作詞のクレジットはMALICE MIZER名義となっている）。音楽的方向性・活動方針の違いから、1994年12月27日に脱退。脱退後もメンバーとは交流があり、Közi は2013年2月、哲が出演するライブを観に行ったことをTwitterで報告していた。また、同年5月8日にはポップカルチャー情報媒体「Rooftop」の公式サイトにてKöziとの対談が実現した。
1995年にMega 8 Ballの結成に参加。名前の表記はTETSU。アルバム『Hybrid』をリリースしたが、中心人物であったベースのRIKIJIがOBLIVION DUSTへ加入するため、1998年、活動休止となる。
1998年、哲はヴォーカル＆ギターを行うソロワークとしてnilの活動を開始した。旧友の樫本博之（Ba）、茂呂亨志（Ds）を迎え、3ピースバンドとなったが、11月、樫本の脱退をきっかけに活動を休止した。
1998年夏、当時バンド活動を行っていなかった元BY-SEXUALのRYO（Gt）、DEN（Ba）、元L'Arc〜en〜CielのSAKURA（Ds）がセッションを行い始め、TETSUが加わった（ZIGZO在籍時の表記はTETSU）。TETSUとSAKURAは、1993年1月以前に共通の知り合いを介して知り合っていた。1999年2月、渋谷ラ・ママで「マリス・アン・セックス」というバンド名でシークレットライブを行った後、バンド名をZIGZOと発表し、4月13日より本格始動した。7月1日、1stシングル「血と汗と涙の裏側のハッピー」で日本コロムビア傘下のTRIADレーベルよりメジャーデビュー。8枚のシングル、2枚のオリジナルアルバム、1枚のベストアルバム、2本のVHSと1枚のDVDをリリースし、2002年3月16日、ツアー「THE LAST SCENE ZIGZO」赤坂BLITZ公演を最後に解散した。
ZIGZO解散ツアー前の2002年1月、オリジナルメンバーでnilの活動を再開した（これ以降、名前は本名である高野哲を用いている）。自主レーベルafro skull recordsを立ち上げ、9月に1stアルバム『nil from hell』をリリース。2005年3月樫本、茂呂が脱退し、4月に小林勝（Ba、元SOY SAUCE SONIX、元Sads、クロマニヨンズ）、大古殿"FURUTON"宗大（Ds、元THE SPACE COWBOYS、元OBLIVION DUST、元MEGA 8 BALLサポート、元HYDE BAND、現在音楽活動から引退）が加入。大古殿は同年10月に脱退し、12月に風間弘行（Ds、元the fantastic designs、BRANCO）が加入した。
2006年より「単独行動」と称してソロ活動を開始。8月、アルバム『The Ball＆Wall』をリリースし、以後、nilの活動と並行してライブ活動を行っている。
2010年、ピアノの佐藤統（opening）とドラムの梶原幸嗣（元REDЯUM、HUMAN TAIL）と、ベースレスの3ピースバンドTHE JUNEJULYAUGUSTを結成。8月、1stシングルをリリースした。
2011年、3月11日に起きた東日本大震災をきっかけに、うつみようこ（元メスカリン・ドライヴ、元ソウル・フラワー・ユニオン、うつみようこ＆YOKOLOCO BAND）を「代表取締役社長」、佐藤タイジ（THEATRE BROOK、TAIJI at THE BONNET、The SunPaulo）を「専務取締役」、高野哲を「常務取締役」と称する3ピースアコースティックバンド、インディーズ電力を結成。2014年9月、初のオリジナルアルバム「はじめての感電」をリリース。うつみようこは2015年4月、リリースツアー「感電のススメ」最終日、いわきburrows公演をもって会長職へと勇退した。2017年、オレスカバンドのヴォーカル＆ギター、iCasが「新社長」に就任。
2011年11月、Shibuya O-WESTで開催されたSAKURA主催ライブ「暗黒秋櫻」に元ZIGZOの4人が出演。サプライズでZIGZOとして演奏し、2012年3月17日に赤坂BLITZでライブを行うことを発表した。ライブ、ツアーを行った後、2012年10月、アルバム『THE BATTLE OF LOVE』で日本クラウンより再メジャーデビュー。同月、自身のキャリアで初となる渋谷公会堂ワンマンライブを行った。
2015年、nilの小林勝（Ba）、風間弘行（Ds）、THE JUNEJULYAUGUSTの佐藤統（Pf）、梶原幸嗣（Ds）と5ピースロックバンドTHE BLACK COMET CLUB BANDを結成。8月にRISING SUN ROCK FESTIVALで初公式ライブを行った。10月、1stアルバム『THE BLACK COMET CLUB BAND』をリリース。
2019年10月26日より、CIRCLE.EXとして吉田トオルとイベントを開催。元々吉田トオルのソロ活動CIRCLEに興味を持ったことがきっかけ。その場で客席からコードや言葉を貰い作曲をするスタイルを面白く思い、CIRCLE.EX-ACT.吉田トオルWITH.髙野哲として東名阪でのツアーも実施。定期的に楽曲を作成する中で、正式に楽曲としてのリリースをしたいと感じるようになり、2021年4月よりPREPPY BOY SLIPPYとして活動を始めた。
2022年1月1日、Afroskull Recordのホームページがリニューアルされると同時に、新バンドとしてDisco Volanteの活動開始を発表。
2023年、17年ぶりの2枚目のソロアルバム『all songs is lovesong』を4/14に、3枚目のソロアルバム『all songs from Thunder Road』10/21にリリース。50歳に準え、50本「単独行動」ツアーを行った。

## HOME SWEET HOME
Covid-19による緊急事態宣言下、オフィシャルアカウントafro skull YOUTUBE Channelにて、2020年4月11日より「HOME SWEET HOME」というシリーズで動画配信を毎日行った。多重録音により、高野だけでなく各バンドのメンバーとのリモート演奏を披露した。世界的にSTAY HOMEが求められる中で、Song against COVID-19、We are not alone!という高野のメッセージが伝えられている。当初は高野の各バンドの楽曲が披露されていたが、鉄人による演奏が中心となり、自身らの楽曲だけでなく鉄人による幅広いジャンルの楽曲をマッシュアップした作品が披露された。
この取り組みは緊急事態宣言が全国的に解除される目途の立った2020年5月23日（room No.42:鉄人 Tetsu-Jin  / RCサクセション　雨上がりの夜空に）をもって毎日の更新は終了となったが、今後も定期的に作品をアップデートしていくとコメントしている。
また、この間ファンクラブ会員向けの高野哲のコーナー「高野哲の今夜も失望中」も動画の更新に合わせ、毎日更新されていた（5月10日はNEW ALBUM La Vie En Roseダイジェスト版動画のリリースがあったため、HOME SWEET HOMEシリーズ動画更新はなし）。
room No.47は鉄人現る！VOL.14として7月4日に大阪Zeelaより少人抽選制・生配信ライブを開催。これは高野にとって（照井仁にとっても）3月1日のTHE BLACK COMET CLUB BANDの下北沢SHELTER公演以来約4か月ぶりの観客を入れてのライブとなった。
- room No.1:nil- I'm OK!
- room No.2:ZIGZO -ひまわり
- room No.3:鉄人-Mötley Crüe  -Home Sweet Home
- room No.4:THE BLACK COMET CLUB BAND -May be tomorrow -明日になれば
- room No.5:THE JUNEJULYAUGUST  -the across-邂逅
- room No.6:THE BLACK COMET CLUB BAND  -El Camino,El Dorado
- room No.7:ZIGZO -sleep
- room No.8:THE JUNEJULYAUGUST- Every Single Night
- room No.9:ZIGZO  -flow
- room No.10:THE BLACK COMET CLUB BAND  -Red Sun
- room No.11:鉄人-中島みゆき　糸
- room No.12:鉄人-狩人 -あずさ2号
- room No.13:nil - (愛は)ミラーボール  - mirror ball (like love)
- room No.14:鉄人-Ikuzo Yoshi - OK！Let’s Go to the Tokyo!
- room No.15:高野哲 酒と涙と男と女とラブとイズとオーバーと
- room No.16:鉄人-THE BLACK COMET CLUB BAND -見える歌
- room No.17:鉄人 Tetsu-Jin -Akiko Wada Furui-nikki   - Old days diary
- room No.18:鉄人 Tetsu-Jin /  Hideki Saijo  - LOLA
- room No.19:鉄人 Tetsu-Jin /  Akira Kobayashi  - carsong
- room No.20:鉄人 Tetsu-Jin /  Kenji Sawada  -  As time goes by
- room No.21:鉄人 Tetsu-Jin /  UNICORN  -すばらしい日々
- room No.22:鉄人 Tetsu-Jin /  Mito komon
- room No.23:鉄人 Tetsu-Jin / nil - ワカンタンカ
- room No.24:鉄人 Tetsu-Jin /  Akira Terao  - Ruby ring
- room No.25:鉄人 Tetsu-Jin /  ゆけゆけ飛雄馬  - heavy con-dara
- room No.26:鉄人 Tetsu-Jin  /  SPACE CRUISER YAMATO
- room No.27:鉄人 Tetsu-Jin  / Spring of Original Genius Bakabon
- room No.28:鉄人 Tetsu-Jin  / BOØWY - Marionette
- room No.29:鉄人 Tetsu-Jin  / RED WARRIORS - バラとワイン  - Wine & Roses
- room No.30:鉄人 Tetsu-Jin  /  UNICORN- ヒゲとボイン - HIGETO BOIN
- room No.31:鉄人 Tetsu-Jin / Akira Kobayashi  - Atsuki kokoro ni
- room No.32:鉄人 Tetsu-Jin  / Hey Ho! Yosaku
- room No.33:鉄人 Tetsu-Jin Tetsu-Jin  / Anarchy in the 365 steps march
- room No.34:鉄人 THE BLACK COMET CLUB BAND -May be tomorrow  -明日になれば
- room No.35:鉄人 Tetsu-Jin  / ALL JAPANESE ARE DRINKING TOO MUCH !?
- room No.36:鉄人 Tetsu-Jin  / THE BLACK COMET CLUB BAND -Magnolia
- room No.37:鉄人 Tetsu-Jin  / Together forever
- room No.38:鉄人 Tetsu-Jin  / colosuke stardust
- room No.39:鉄人 Tetsu-Jin  / sakeyo
- room No.40:鉄人 Tetsu-Jin /  BOØWY  - THIS MOMENT
- room No.41:鉄人 Tetsu-Jin  / THE BLUE BIRDS
- room No.42:鉄人 Tetsu-Jin  / RCサクセション　雨上がりの夜空に
- room No.43:鉄人 Tetsu-Jin  / - sweet ellie o' mine
- room No.44:鉄人 Tetsu-Jin  / taiyaki on the water
- room No.45:鉄人 Tetsu-Jin / Are you donna donna go my way?
- room No.46:鉄人 Tetsu-Jin / kita saka by me
- room No.47:鉄人 Tetsu-Jin / 鉄人現る！VOL.14 @大阪Zeela